# 旭堂南陵 (4代目)
4代目旭堂 南陵（きょくどう なんりょう、1949年〈昭和24年〉9月4日 - 2020年〈令和2年〉7月30日）は、日本の講談師、政治家。本名は西野 康雄（にしの やすお）。元参議院議員（1期）。農学修士号。位階は正五位。

## 経歴
大阪府堺市出身。1968年、大阪府立泉陽高等学校卒業後、近畿大学農学部入学。あがり症を克服するために講談師を志し、3代目旭堂南陵に師事する。1972年、旭堂南右を名乗り初高座。僅差の兄弟子に旭堂左南陵がいる。1974年、大阪府立大学大学院修了。修士論文は「吉野川・紀の川分水史」。
1978年、3代目旭堂小南陵を襲名し、真打昇進。1980年、松尾芸能賞新人賞受賞。1982年、大阪文化祭奨励賞受賞。1985年、講談奨励賞受賞、国立花形若手金賞受賞。1987年、大阪府民劇場奨励賞受賞。
1989年、第15回参議院議員通常選挙に日本社会党公認で兵庫選挙区から立候補し初当選。1期務める。1994年、小選挙区比例代表並立制に反対し、社会党を離党。新党護憲リベラル結党に参加する。『明治期大阪の演芸速記本基礎研究』出版。1995年、平和・市民に移籍。第17回参議院議員通常選挙に平和・市民公認で兵庫選挙区から立候補するも、5位に留まり、落選。
1998年、NHK連続テレビ小説『やんちゃくれ』に天神堂梅林役で出演。2001年、文化庁芸術祭賞優秀賞受賞。2003年、関西演芸協会と上方講談協会から除名され、関西演芸協会と旭堂一門の弟弟子6人を名誉毀損で提訴。後に和解するも、上方講談協会には復帰しなかった。
2006年8月18日、3代目の一周忌を機に4代目旭堂南陵を襲名。2012年、文化庁芸術祭賞大衆芸能部門大賞受賞。2019年、旭日中綬章受章。2020年、第8回水木十五堂賞受賞。
2020年7月30日10時36分、膵臓がんのため、兵庫県西宮市の自宅で死去。70歳だった。死没日をもって正五位に叙される。

## 人物
- 歴史が好きで講談を選び、講談の研究にも力を注いだ。2011年、大阪芸術大学から芸術文化学の博士号を授与された[2]。
- サンミュージック所属のお笑いコンビシンプルの西野晶雄は息子。晶雄は旭堂南也を名乗っている[10]。
- 父が堺で農協の理事をしていたこともあり、農業を志し農学部に進学。
- 議員時代は「護憲社会党」を標榜し、日本国憲法擁護を強く訴えた。
- 2017年、製造技術が途絶えている「小山うちわ」の現物と資料を古本市で入手し、大阪府藤井寺市に寄贈した[11]。

## 弟子
- 5代目旭堂小南陵
- 4代目玉田玉秀斎
- 旭堂南慶（3代目旭堂南陵門下から移籍）
- 旭堂みなみ
- 旭堂南照 - 子供の頃の夢は総理大臣。長くスポーツジムに勤めていた。
- 旭堂南春
- 旭堂南桜（桜花昇ぼる）
- 旭堂南鈴（鉄オタ選手権では、メーテルキャラで出演）
- 旭堂南遊
- 旭堂南明‐ (俳優・天明留理子）
- 旭堂南風
- 旭堂南也（実の息子・晶雄、元「旭堂若小南陵」）
- 旭堂南喜（元吉本新喜劇座員　いちじまだいき）
- 旭堂南璃（落語家 月亭遊方の妻でタレントの斉野りり子）

その他、芸能人の弟子入り者として里見まさと（ザ・ぼんち）が「旭堂南総里見八犬伝」の高座名、紅萬子が「旭堂南紅」の高座名を持っている。